# 加州水資源計畫
加州水資源計畫（英語：California State Water Project，通常簡稱為SWP）是世界上最大的公營水與能源系統之一。SWP由加州水資源部（California Department of Water Resources）設立並管理。計畫最初的目的是提供水源給缺乏自身水源的南加州，如今SWP提供給超過2300萬人乾淨的飲用水。
自1950年代開始構思，並在1960年發行公債來支付創設所需的經費。當時關於公債的投票，南北加州各成陣營，因為北邊的人認為這是要奪取屬於他們的水資源。但此計畫中大約八成的水資源是用在農業上頭的。
此計畫的初期代表有奧羅維爾水壩（Oroville Dam）、聖路易水庫（San Luis Reservoir）以及加利福尼亞輸水道（California Aqueduct）。在乾旱時，水從沙加緬度河三角洲（Sacramento River Delta）抽取。